# 政典
《政典》，中国唐朝的政书，《政典》共35卷。作者刘秩是著名史家、《史通》的作者刘知几的第四子，在唐玄宗、唐肃宗的时候担任史官。742年，刘秩仿《周官》，著作了记载历代政治制度的专书《政典》，《政典》后来佚失，杜佑认为该书条目未尽，参考《开元新礼》和《五经》以及汉魏以来各家文集、奏疏，拾缺补漏，作成《通典》200卷。《政典》后来佚失，很多内容保留在《通典》中。